# 일요진단의 에피소드 목록 (2001년)
아래는 한국방송공사 KBS 1TV에서 시사대담 시사대담 프로그램으로 방송 중인 《일요진단》의 2001년 에피소드 목록을 나열한다.

## 에피소드
| 회차  | 방송일    | 제목 (원제)                              |
| ----- | --------- | ---------------------------------------- |
| 84회  | 1월 7일   | 新 남북시대 어떻게 열 것인가             |
| 85회  | 1월 14일  | 노동개혁 무엇이 문제인가                 |
| 86회  | 1월 21일  | 21세기 도약의길, 어떻게 열 것인가?       |
| 87회  | 1월 28일  | 인천국제공항 개항 문제없나               |
| 88회  | 2월 4일   | KBS 특별회견                             |
| 89회  | 2월 11일  | 2001 한반도 정세                         |
| 90회  | 2월 18일  | 문화 예산 1조 시대, 문화 입국의 길       |
| 91회  | 2월 25일  | 국민이 본 국민의 정부 3년                |
| 92회  | 3월 4일   | 우리 경제 언제 좋아지나?                 |
| 93회  | 3월 11일  | 한.호주 협력의 길, 어디까지 왔나?        |
| 94회  | 3월 18일  | 미 외교정책 변화와 우리 외교의 방향      |
| 95회  | 3월 25일  | 교육개혁 해법없나?                       |
| 96회  | 4월 1일   | 구제역, 우리는 안전한가?                 |
| 97회  | 4월 8일   | 고속철사업 현안과 과제                   |
| 98회  | 4월 15일  | 수출비상 돌파구는 있는가                 |
| 99회  | 4월 22일  | 2002 월드컵 앞으로 400일                 |
| 100회 | 4월 29일  | 준법 생활화, 어디까지 왔나               |
| 101회 | 5월 6일   | 21세기 지식 강국의 길                    |
| 102회 | 5월 13일  | 새만금 사업 논란 이제 끝나야한다         |
| 103회 | 5월 20일  | 경제회생 돌파구, 제2의 중동특수 가능한가 |
| 104회 | 5월 27일  | 경제회생의 길, 여야 함께연다             |
| 105회 | 6월 3일   | 긴급점검, 건강 보험 재정 대책            |
| 106회 | 6월 10일  | 노사위기, 어떻게 풀것인가                |
| 107회 | 6월 17일  | 타는 농촌, 물비상 농사비상               |
| 108회 | 6월 24일  | 언론사 투명경영 가능한가                 |
| 109회 | 7월 1일   | 21세기 여성의 역할은                     |
| 110회 | 7월 8일   | 미국의 신국방정책과 한반도 평화          |
| 111회 | 7월 15일  | 생산적 국회 가능한가                     |
| 112회 | 7월 22일  | 한반도 외교 난기류 어떻게 풀 것인가      |
| 113회 | 7월 29일  | 21세기 문화 강국의 길                    |
| 114회 | 8월 5일   | 공교육 위기 극복방안은                   |
| 115회 | 8월 12일  | 외규장각도서 문제 어떻게 풀것인가?       |
| 116회 | 8월 19일  | 한국경제 활로는 있는가?                  |
| 117회 | 8월 26일  | 과학기술분야 선별 투자한다.              |
| 118회 | 9월 2일   | 쌀값 폭락, 대책은 있는가?                |
| 119회 | 9월 9일   | 선진 복지국가로 가는길                   |
| 120회 | 9월 16일  | KBS특별기획 [평화와 화해의 길]           |
| 121회 | 9월 23일  | 남북 장관급회담..성과와 과제             |
| 122회 | 9월 30일  | 집중점검, 2002 예산안                    |
| 123회 | 10월 7일  | 청소년 성매매 근절대책은                 |
| 124회 | 10월 14일 | 테러대비 태세 문제 없나                  |
| 125회 | 10월 21일 | 급변하는 세계, 우리의 외교전략은?        |
| 126회 | 10월 28일 | 남아도는 쌀 어떻게 해결하나              |
| 127회 | 11월 4일  | 거세지는 통상마찰, 우리수출의 활로는?    |
| 128회 | 11월 11일 | 흔들리는 검찰, 개혁으로 거듭나나?        |
| 129회 | 11월 18일 | 특별한출범-국가인권위의 과제는?          |
| 130회 | 11월 25일 | 산업화와 친환경 어떻게 풀 것인가         |
| 131회 | 12월 2일  | 긴급점검, IMF 4년 경제개혁               |
| 132회 | 12월 9일  | 방송환경 어떻게 달라지나                 |
| 133회 | 12월 16일 | 의문사, 숨겨진 진실을 밝힌다             |
| 134회 | 12월 23일 | IMF 위기극복 4년, 되돌아본 한국경제      |
| 135회 | 12월 30일 | 새 교역환경, 어떻게 대처하나             |